# Écleux
Écleux es una localidad y comuna francesa situada en la región de Franco Condado, departamento de Jura, en el distrito de Lons-le-Saunier y cantón de Villers-Farlay.

## Demografía
| 170 | 146 | 110 | 119 | 136 | 153 | 183 |
| Para los censos de 1962 a 1999 la población legal corresponde a la población sin duplicidades (Fuente: INSEE [Consultar]) |     |     |     |     |     |     |